# 莫遜

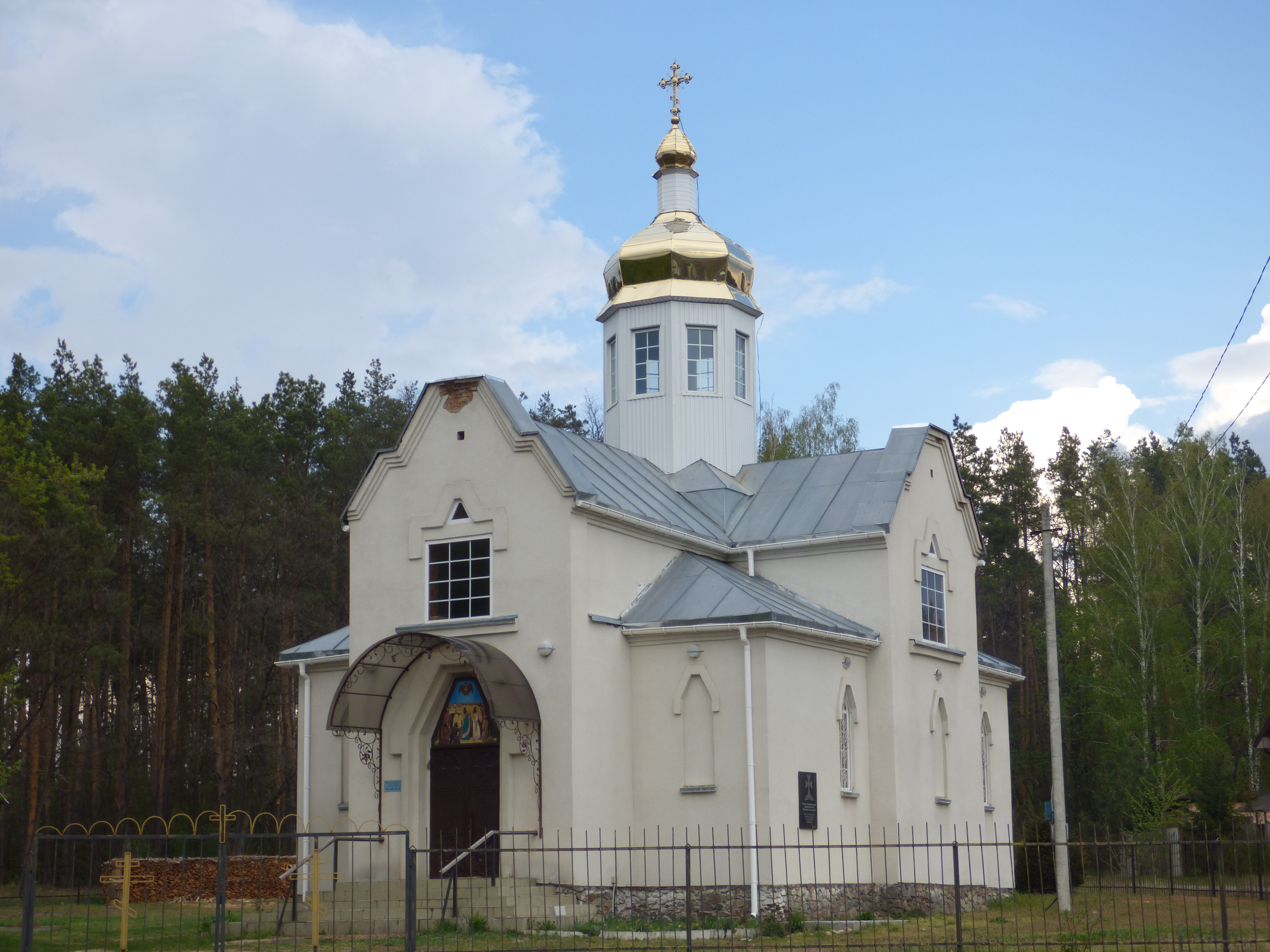
当地教堂

莫遜（羅馬化：Moshchun）是烏克蘭中北部基輔州布恰区霍斯托梅尔市镇内的村落。始建於1664年，面積19平方公里，海拔高度116米，2001年人口794。

## 歷史
莫遜在1656年由博赫丹·赫梅利尼茨基的公告裏有提到。當時赫梅利尼茨基把這條村，連同附近的維什霍羅德和新彼得里夫齊，都一齊送給了該區的東正教僧院。
這村曾經拍過《Muhtar's Return》和《Svaty》兩套電視劇。
2016年，當地開了和祝聖了一座新的教堂。

### 俄烏戰爭
在2022年2月俄羅斯入侵烏克蘭之後的基輔攻勢期間，莫遜成為了戰鬥的重地。在3月，烏克蘭軍隊成功抵擋俄軍的進攻，而村内的2,800家房間估計有兩千都在戰火中被炸毀。

## 文獻
1. ↑  . 維什霍羅德政府的歷史文化儲備.   [2007-12-27]. （原始内容存档于2011-10-02） （乌克兰语）.
2. ↑  . Рабочая газета. 2010=05-19. （原始内容存档于2013-09-23） （俄语）.
3. ↑  . Релігія в огні. 2023-03-19  [2023-08-20] （乌克兰语）.
4. ↑  Вдовиченко, Олександр. . LB.ua.   [2023-01-22]. （原始内容存档于2023-01-22）.
5. ↑  . Дзеркало тижня.   [2023-01-22]. （原始内容存档于2023-01-22）.